# Theristria stigma
Theristria stigma is een insect uit de familie van de Mantispidae, die tot de orde netvleugeligen (Neuroptera) behoort. 
Theristria stigma is voor het eerst wetenschappelijk beschreven door Esben-Petersen in 1929.